# Luigi Antognini
Luigi Paolo Antognini (8 september 1886 - 21 juli 1966) was een Zwitsers atleet uit het kanton Ticino. Hij nam deel aan de Olympische Zomerspelen van 1920 in Antwerpen en was de vlaggendrager van zijn land tijdens de openingsceremonie.

## Biografie
Luigi Antognini was een van de 77 Zwitserse deelnemers aan de Olympische Zomerspelen van 1920. Tijdens de openingsceremonie op 14 augustus 1920 was hij de vlaggendrager van Zwitserland.
Binnen de discipline van de atletiek op deze Spelen nam hij deel aan het onderdeel van het kogelstoten. Hij was de enige Zwitserse deelnemer op dit onderdeel. In deze competitie werd hij negentiende en voorlaatste, nadat hij in de kwalificatieronde op 17 augustus 1920 een worp van 10,320 m liet optekenen. Hij zette deze prestatie neer in het Olympisch Stadion, waar het kogelstoten plaatsvond.
Antognini nam het onder meer op tegen de Amerikaan Harry Liversedge, die later als militair commandant in de Tweede Wereldoorlog ook bekend zou worden vanwege de iconische foto Raising the Flag on Iwo Jima waarop zijn troepen een Amerikaanse vlag hijsen op het Japanse eiland Iwo Jima.
In 1923 stopte Antognini met sporten en verhuisde hij naar San Francisco in de Verenigde Staten. Na de Tweede Wereldoorlog keerde hij terug naar Ticino.

## Persoonlijk record
| Onderdeel   | Prestatie | Jaar |
| ----------- | --------- | ---- |
| kogelstoten | 10,66 m   | 1921 |

### Olympische Zomerspelen
| Jaar | Plaats    | Resultaten      |
| ---- | --------- | --------------- |
| 1920 | Antwerpen | 19e kogelstoten |